# Caragobius urolepis
Caragobius urolepis é uma espécie de peixe da família Gobiidae e da ordem Perciformes.

## Morfologia
- Os machos podem atingir 8,5 cm de comprimento total.[4][5]

## Alimentação
Alimenta-se de pequenos crustáceos e de outros invertebradoss bentónicos.

## Habitat
É um peixe de clima tropical e demersal.

## Distribuição geográfica
É encontrado em: Papua-Nova Guiné e desde Índia até Filipinas.

## Uso comercial
Predefinição:Tradpeixes

## Observações
É inofensivo para os humanos.